# 裴頡
裴頡（英語：Jasmine Perry，1997年3月13日—），台灣女藝人，台英混血，爸爸為英國人。伊林娛樂旗下藝人。2020年參加女團實境選秀節目《菱格世代Dancing Diamond 52》，為風暴黑桃團員，同年11月與部分風暴黑桃團員和經紀公司AOA Entertainment Lab簽約，作為旗下六人女子音樂組合HUR的成員出道。